# Magnum T.A.
Terry Wayne Allen (né le 11 juin 1959 à Chesapeake) plus connu sous le nom de Magnum T.A. est un catcheur (lutteur professionnel) américain.
Il commence sa carrière de catcheur en 1981 dans l'Oregon. Il rejoint la Mid-Atlantic Championship Wrestling (en) en 1984. C'est dans cette fédération qu'il devient célèbre en remportant à deux reprises le championnat poids-lourds des États-Unis de la National Wrestling Alliance .Il est victime d'un accident de la route le 14 octobre 1986 qui le contraint à arrêter sa carrière.

## Jeunesse
Allen grandit en Virginie et après le lycée il étudie pendant un an à l'université Old Dominion où il fait partie de l'équipe de lutte.

## Carrière de catcheur

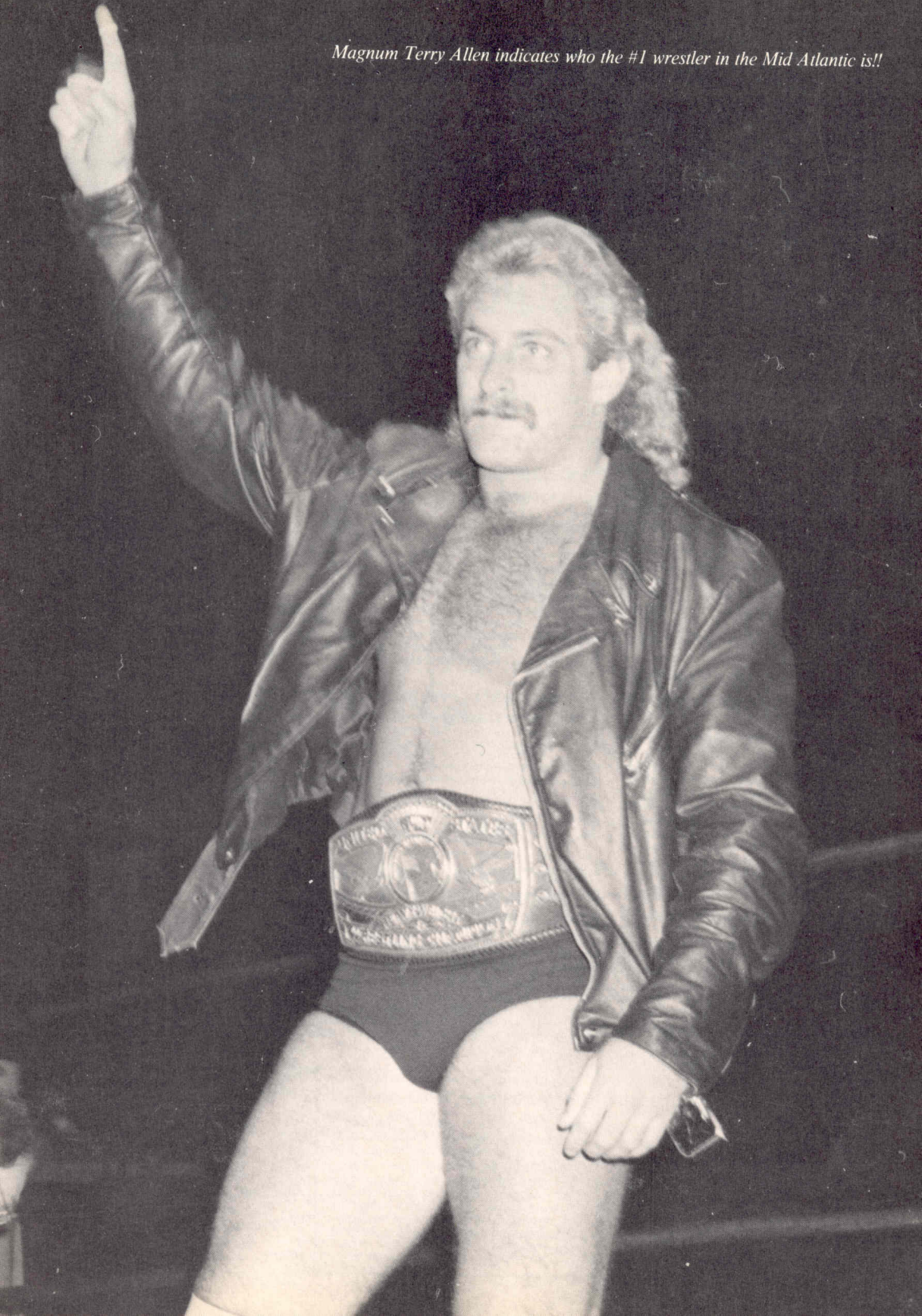
Magnum T.A., NWA US Heavyweight, 1985.

### Débuts (1981-1984)
Allen part dans l'Oregon où il s'entraîne auprès de Buzz Sawyer,. Il perd son premier combat face à ce dernier à la Pacific Northwest Wrestling, le territoire de la National Wrestling Alliance de l'Oregon, le 31 janvier 1981.
Il part ensuite en Floride à la Championship Wrestling from Florida. Entre janvier et avril 1983, il y remporte à quatre reprises le championnat par équipe global de la National Wrestling Alliance (NWA) ; trois avec Scott McGhee puis avec Brad Armstrong.
Il quitte la Floride pour rejoindre la Mid-South Wrestling et c'est dans cette fédération qui couvre l'Oklahoma, l'Arkansas et la Louisiane qu'il adopte le nom de Magnum T.A. après qu'André The Giant lui fait remarquer qu'il ressemble à Tom Selleck qui est alors l'acteur principal de Magnum.

### Accident de voiture et fin de carrière
Le 14 octobre 1986, il perd le contrôle de sa Porsche sous la pluie et rentre dans un poteau téléphonique à Charlotte en Caroline du Nord.
Les vertèbres C4 et C5 ont explosé, si bien que les docteurs lui ont dit qu'il ne marcherait plus jamais.
Cet accident le fera arrêter sa carrière de catcheur.

## Palmarès
- Championship Wrestling from Florida
  - 4 fois champion par équipe Global de Floride de la National Wrestling Alliance (3 fois avec Scott McGhee et 1 fois avec Brad Armstrong)[6]
- Mid-Atlantic Championship Wrestling (en)
  - 2 fois champion poids-lourds des États-Unis de la National Wrestling Alliance[7]
- Mid-South Wrestling
  - 2 fois champion par équipe de la Mid-South (avec Jim Duggan puis avec Mr. Wrestling II)[8]
  - 2 fois champion poids-lourds d'Amérique du Nord de la Mid-South[9]